# Merceuil
Merceuil ist eine französische Gemeinde mit 814 Einwohnern (Stand: 1. Januar 2022) im Département Côte-d’Or in der Region Bourgogne-Franche-Comté (vor 2016 Bourgogne); sie gehört zum Arrondissement Beaune und zum Kanton Ladoix-Serrigny. Die Einwohner werden Marsoliens genannt.

## Geographie
Merceuil liegt etwa 38 Kilometer südsüdwestlich von Dijon. Umgeben wird Merceuil von den Nachbargemeinden Tailly, Bligny-lès-Beaune und Montagny-lès-Beaune im Norden, Sainte-Marie-la-Blanche im Nordosten und Osten, Saint-Loup-Géanges im Osten und Südosten, Demigny im Süden, Corcelles-les-Arts im Südwesten und Westen sowie Meursault im Westen und Nordwesten. Das Gemeindegebiet wird vom Flüsschen Cloux durchquert, das hier in die Dheune einmündet.

## Bevölkerung
| Jahr                       | 1962 | 1968 | 1975 | 1982 | 1990 | 1999 | 2006 | 2011 | 2019 |
| Einwohner                  | 424  | 382  | 370  | 526  | 579  | 548  | 660  | 851  | 807  |
| Quellen: Cassini und INSEE |      |      |      |      |      |      |      |      |      |

## Sehenswürdigkeiten

Kirche Saint-Laurent

- Kirche Saint-Laurent